# Абу Ях'я Закарія аль-Ліх'яні
Абу Ях'я Закарія аль-Ліх'яні (араб. أبو يحيى زكرياء الأول; нар. 1253 – 1317) — 11-й султан і 10-й халіф Держави Хафсідів у 1311—1317 роках. Відомий також як Закарія I.

## Життєпис
Походив з роду шейхів берберів. Про молоді роки замало відомостей, але сучасники відзначали його знання в науці та літературі. Зрештою очолив так вазнну «партію альмохадів», до якої входили берберські шейхи та релігіні діячі.
Був візиром халіфа Мухаммада II, якого намагався замирити з очільником Беджайської гілки Хафсідів Абу Закарією Ях'єю, але невдало. Проте зберіг вплив при дворі.
Після смерті халіфа 1309 року всупереч угоді 1307 року, за якою трон мав би отримав представник беджайської гілки Абу'л Бака Халід, сприяв оголошеню володарем держави його стриєчного брата Абу Бакра ібн Абу Фаріса. Після повалення того через 17 днів втратив вплив в державі, залишивши Туніс.
У 1311 році отримавши підтримку від берберів півдня, захопивши Триполітанію. З огляду на загальний розгардіяж, з яким не міг впоратися халіф Абу'л Бака Халід I, аль-Ліх'яні зумів повалити того й страти. Оголосив себе султаном. деякий час мав мирні стосунки з Абу Бакром, братом Абу'л-Баки Халіда I, що був еміром Костянтини і Беджаї. Втім у 1312 році між ними почалася боротьба за владу. 1313 року в цю війну втрутився заянідський султан Абу Хамму I, що намагався захопити західні області Держави Хафсідів.
У 1315 року на деякий час вдалося відбити наступ ворогів. Проте 1317 року Абу Ях'я Закарія змови стикнувся з наступом Абу Бакра, який захопив південну Іфрікію. Уздовж узбережжя середземного моря наступав Абу Хамму I. за цих обставин халіф зрікся влади на користь сина Абу Дарби Мухаммада. Сам Абу Ях'я Закарія перебрався до Габесу, а отім — Триполі, де помер того ж року.